# 三河島水再生センター

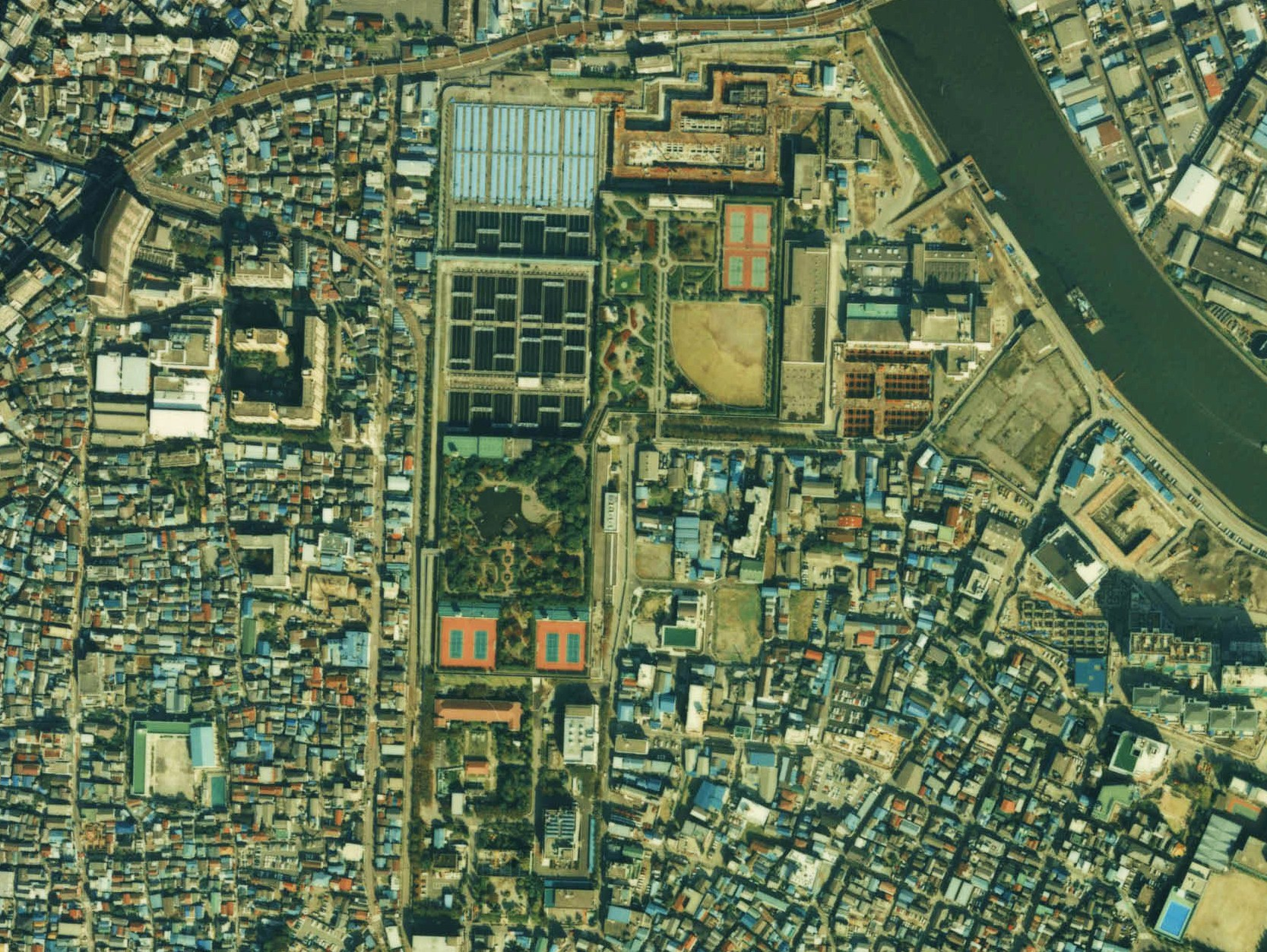
三河島水再生センター付近の空中写真。
（1989年撮影）

三河島水再生センター（みかわしまみずさいせいセンター）は、東京都荒川区荒川にある東京都下水道局の下水処理施設。1922年（大正11年）に稼動を開始した日本で最初の近代的な下水処理場である。旧喞筒（そくとう）場施設が国の重要文化財に指定されている。

## 概要
敷地面積は197,878平方メートルであり、1日あたり700,000立方メートルの下水処理能力を持つ。現在の処理区域は、荒川区・台東区の全域、文京区・豊島区の大部分、千代田区・新宿区・北区の一部で、計3,936haの下水処理を担っている。
処理方式としては標準活性汚泥法を採用。処理水は隅田川に放流するほか、一部を東尾久浄化センターへ送っている。汚泥は砂町水再生センターへ圧送している。

## 沿革

### 建設までの経緯

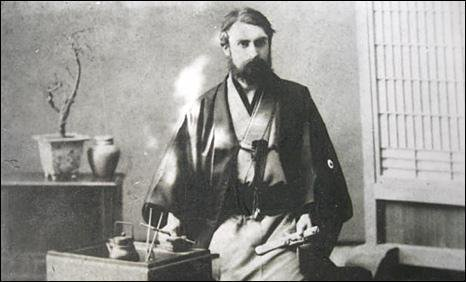
ウィリアム・K・バートン

明治維新後、都市部での急激な近代化に伴う人口・工場の増加によって、下水の処理が深刻な問題となってきた。コレラ等の伝染病の流行もあって政府は衛生工学の専門家としてイギリスからウィリアム・K・バートンを招聘し、東京帝国大学教授・内務省顧問技師・東京市区改正委員会上水下水設計取調主任に任命。1889年（明治22年）にバートンらによって東京市下水設計第一報告書が提出され、この時の候補地の一つとして三河島が挙げられた。処理方法としては間歇砂ろ過が提案されたが、財政的な問題からこの計画は実行されなかった。
バートンの跡を受けて東京帝国大学教授となった東京市技師長中島鋭治によって1907年（明治40年）に計画が練り直され、東京市下水設計調査報告書が提出された。この計画に基づいて1914年（大正3年）に着工。東京市技師米元晋一を中心として建設が進められ、1922年（大正11年）に完成して運転を開始した。処理方法としては散水ろ床法を採用した。当初は現在の台東区のほぼ全域と千代田区の一部を処理区域とし、糞尿を自動車で搬入し、汚泥は船で品川沖に投棄していた。

### 稼動後
稼動後、ろ床でのチョウバエの大量発生などがあり、また散水ろ床法ではいずれ用地が足りなくなることは明白であったため、1926年（大正15年）から活性汚泥法導入に向けての実験が始まり、1934年（昭和9年）にパドル式活性汚泥法の稼動が始まった。さらに、戦後の1959年（昭和34年）には、現在の標準活性汚泥法を採用した。

### 年表
- 1871年（明治4年） - 岩倉使節団、ロンドン・パリの下水道を視察[14]
- 1877年（明治10年） - 東京府下でコレラが大流行[14]
- 1889年（明治22年） - バートンらによって「東京市下水設計第一報告書」提出[15]
- 1900年（明治33年） - 下水道法・汚物掃除法公布[14]
- 1907年（明治40年） - 中島によって「東京市下水設計調査報告書」提出[16]（翌年「東京市下水道設計」として告示[14][17]）
- 1914年（大正3年） - 着工[2]
- 1922年（大正11年） - 三河島汚水処分場竣工、運転開始[14]
- 1934年（昭和9年） - 処理方法を散水ろ床法からパドル式活性汚泥法に改める[13]
- 1953年（昭和28年） - 三河島下水処理場と改称[14]
- 1959年（昭和34年） - 処理方法を標準活性汚泥法に改める[4]
- 1962年（昭和37年） - 三河島処理場と改称[14]
- 1964年（昭和39年） - 処理水を工業用水として利用[14]
- 2003年（平成15年） - 三河島水再生センターと改称[18]
- 2007年（平成19年）- 国の重要文化財に指定

## 水処理施設
- 沈砂池 21池
- 第一沈殿池 18池
- 反応槽 17槽
- 第二沈殿池 33池

## 文化財
1999年（平成11年）に稼動を停止した旧三河島汚水処分場の喞筒場施設は、1922年の稼動当初の形態を保持しており、日本で最初の近代下水処理場の代表的遺構として重要なものとなっている。また、阻水扉室、沈砂池などの周辺施設も建設当初のまま残されている点も、近代下水処理場喞筒場施設の構成を知る上で歴史的価値が高い。
こうした点が認められ、2002年（平成14年）から2003年（平成15年）にかけて耐震補強工事が施された後、2003年（平成15年）3月6日に旧主ポンプ室及び関連施設が東京都の指定有形文化財（建造物）に指定された。さらに、2007年（平成19年）12月4日には旧喞筒場施設が国の重要文化財（建造物）に指定された。その後、施設整備が行われ、2013年（平成25年）4月から一般公開されている（予約制）。
2015年からは年一度、夕方から夜にかけて敷地内に多数の蝋燭を灯して建物を浮かび上がらせるキャンドルナイトを実施している。　
重要文化財指定物件は以下のとおり。ポンプ室、関連施設とともに、土地も重要文化財に指定されている。
旧三河島汚水処分場喞筒場施設 5所2棟
- 阻水扉室 東西2所
- 沈砂池及び濾格室 東西2所
- 濾格室上屋 1棟
- 量水器室及び喞筒室暗渠 1所
- 喞筒室 1棟 附:ヴェンチュリーメーター 1基
- 附:土運車引揚装置用電動機室 1棟
- 附:変圧器冷却水用井戸喞筒小屋 1棟
- 附:門衛所 1棟
- 土地 下水敷及び宅地8967.11平方メートル 敷地内の喞筒室周囲擁壁及び石造階段を含む

## 所在地・アクセス
〒116-0002 東京都荒川区荒川八丁目25番1号
- 都電荒川線（東京さくらトラム）荒川二丁目停留場下車、徒歩3分
- 東京メトロ千代田線・京成線町屋駅下車、徒歩13分

三河島水再生センターおよび旧三河島汚水処分場喞筒場施設の見学は事前予約を必要とする。

## 周辺
煉瓦造りの建物と芝生やバラ、樹木などの緑の対比が美しく、春は桜の名所としても知られている。
上部には荒川区立荒川自然公園が造成され、野球場、テニスコート、子供プール、池、遊歩道などが整備されている。